# Nguyễn Phan Quang Bình
Nguyễn Phan Quang Bình (sinh năm 1972 tại Hà Nội) là một đạo diễn người Việt Nam. Anh từng được khán giả biết đến khi là đạo diễn của các bộ phim bom tấn như: Vũ khúc con cò (2002), Cánh đồng bất tận (2010); Quyên (2015), và sắp tới đây anh cho ra mắt bộ phim "Bí mật của gió". Bên cạnh đó anh cũng là giám đốc sản xuất và tổng đạo diễn cho nhiều chương trình truyền hình thực tế của Công ty BHD.

## Tiểu sử
Nguyễn Phan Quang Bình sinh năm 1972 tại Hà Nội. Mẹ của anh là dịch giả Phan Thanh Hảo (nổi tiếng với việc chuyển ngữ tác phẩm Nỗi Buồn Chiến Tranh của nhà văn Bảo Ninh). Anh là cháu ngoại của thi sĩ Phan Khắc Khoan và dịch giả, nhà giáo Võ Tá Băng Thanh.

## Sự nghiệp
Nhắc đến anh thì ai cũng nghĩ đến một đạo diễn khá kín tiếng và dị biệt của điện ảnh Việt. Lần đầu tiên đến với điện ảnh khi anh làm đạo diễn cho bộ phim đầu tay mang tên “Vũ khúc con cò”, đây là một bộ phim về đề tài chiến tranh và dường như chỉ hay… ở cái tên. Đến bộ phim thứ 2 mang tên “Cánh đồng bất tận”, anh là đạo diễn sau 10 năm. Bộ phim đã mang lại thành công lớn trên cả hai mặt trận: dư luận và doanh thu; và sau 5 năm tiếp tục là một bộ phim chuyển thể từ văn chương – “Quyên“ là một ẩn số. Bộ phim này như một canh bạc mạo hiểm với kinh phí cao hơn rất nhiều so với mặt bằng phim Việt, thời gian quay kéo dài 7 tuần với bối cảnh trải dài từ Việt Nam sang Đức giữa thời buổi phim “fastfood” chiếm lĩnh màn ảnh. "Quyên" chính là một tác phẩm điện ảnh được đạo diễn Quang Bình tâm huyết suốt 4 năm và thực hiện trong 9 tháng. Tuy nhiên, "Quyên" cũng chỉ đạt được kỳ vọng là một bộ phim "đáng xem" của cộng đồng khán giả chứ chưa thực sự tạo được sự đột phá.
Mới đây nhất, anh cũng đang làm dự án phim Bí mật của gió, với dàn diễn viên trẻ tuổi và đầy tài năng như Khả Ngân, Quốc Anh và Hoàng Yến Chibi. Đây là một bộ phim lãng mạn, hài hước, giả tưởng về tình cảm của một cô bé mới lớn với một hồn ma đến từ quá khứ khi gia đình cô từ quê chuyển lên Đà Lạt. Bộ phim sẽ đưa khán giả khám phá về tình bạn, những rung động đầu đời, tình yêu, tình cảm gia đình một cách lãng mạn, hài hước, dí dỏm... và lật lại những bí mật được chôn giấu nhiều năm qua. Ai cũng từng có bí mật... và hãy nghe gió kể về bí mật của mình qua bộ phim này nhé! Bộ phim được công chiếu lần đầu trên thế giới tại LHP Quốc tế Busan lần thứ 24, và sau đó sẽ công chiếu trên các rạp tại Việt Nam. Hi vọng, bộ phim của đạo diễn Quang Bình sẽ nhận được sự ủng hộ từ khán giả.
Ngoài vai trò là một đạo diễn, anh còn là sếp của hơn 400 nhân viên. Với những nỗ lực của mình trong công việc, anh cũng đã để lại ấn tượng mạnh mẽ trong lòng mọi người.

## Đời tư
Trước Tết 1995, anh tốt nghiệp đại học. Sau thời gian yêu nhau khi còn học tại quê nhà với Ngô Thị Bích Hạnh (sinh 1972), anh được chuyển về Hà Nội để hai người lập nghiệp tại đây, thành lập Công ty BHD và cưới nhau. Từ đó đến nay, anh có cuộc sống hôn nhân viên mãn bên vợ và 3 con gái: Linh Đan, Thi Đan, Thảo Đan. Hiện anh là chủ tịch Công ty BHD.